# Оуэнбег
Оуэнбег (англ. Owenbeg; ирл. An Abhainn Bheag, «маленькая река») — деревня в Ирландии, находится в графстве Слайго (провинция Коннахт).